# چشمه توت
چشمه توت  هی در شمال شرق افغانستان است که در شهرخواهان ولسوالی خواهان در ولایت بدخشان (افغانستان) قرار دارد.
مردم این دهی به فارسی دری سخن می‌گویند.